# SV Austria Salzburg
SV Austria Salzburg este un club austriac de fotbal din Salzburg care evoluează în Regionalliga Salzburg[*]. Clubul a fost înființat în 2005, de un grup de suporteri ai clubului original SV Austria Salzburg care ulterior a fost redenumit în FC Red Bull Salzburg de noii proprietari, care de asemenea au schimbat și culorile tradiționale ale clubului din violet și alb în roșu și alb. Clubul a început evoluția prin participarea în liga a 7-a a sistemului competițional din Austria, în 2006, promovând în 4 ani succesiv până în liga a treia, Regionalliga West, în 2010.

## Palmares
- 1. Landesliga: Campioni 2010
- 2. Landesliga: Campioni 2009
- 1. Klasse Nord: Campioni 2008
- 2. Klasse Nord A: Campioni 2007

## Evoluții în campionat
| Sezon   | Liga               | Nivel | M  | V  | R | Î  | GM  | GP | GD   | Pt | Poziția   | Note      | Media de Spectatori |
| ------- | ------------------ | ----- | -- | -- | - | -- | --- | -- | ---- | -- | --------- | --------- | ------------------- |
| 2006–07 | 2. Klasse Nord A   | 7     | 26 | 24 | 1 | 1  | 109 | 8  | +101 | 73 | 1st of 14 | Promovare |                     |
| 2007–08 | 1. Klasse Nord     | 6     | 26 | 25 | 0 | 1  | 94  | 10 | +84  | 75 | 1st of 14 | Promovare |                     |
| 2008–09 | 2. Landesliga Nord | 5     | 26 | 21 | 4 | 1  | 90  | 28 | +62  | 67 | 1st of 14 | Promovare |                     |
| 2009–10 | 1. Landesliga      | 4     | 26 | 19 | 3 | 4  | 68  | 24 | +44  | 60 | 1st of 14 | Promovare |                     |
| 2010–11 | Regionalliga West  | 3     | 30 | 15 | 9 | 6  | 61  | 37 | +24  | 54 | 5th of 16 |           | 1,290               |
| 2011–12 | Regionalliga West  | 3     | 30 | 12 | 4 | 14 | 54  | 54 | 0    | 40 | 8th of 16 |           | 1,194               |
| 2012–13 | Regionalliga West  | 3     | 30 | 21 | 5 | 4  | 77  | 21 | +56  | 68 | 2nd of 16 |           | 1,291               |

## Galerie

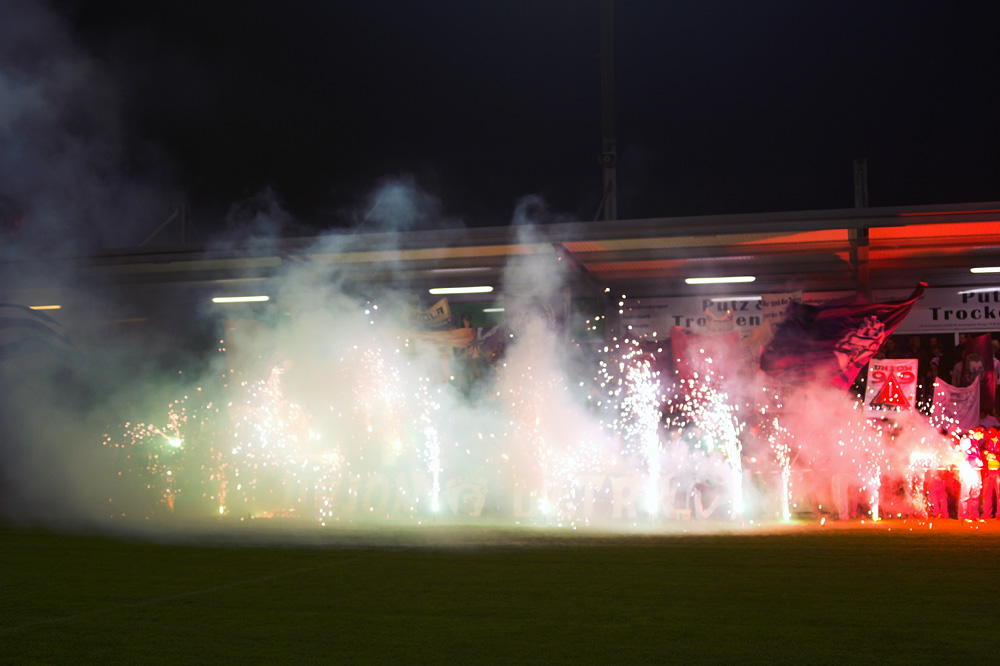
Seekirchen 1b vs. Austria 2006
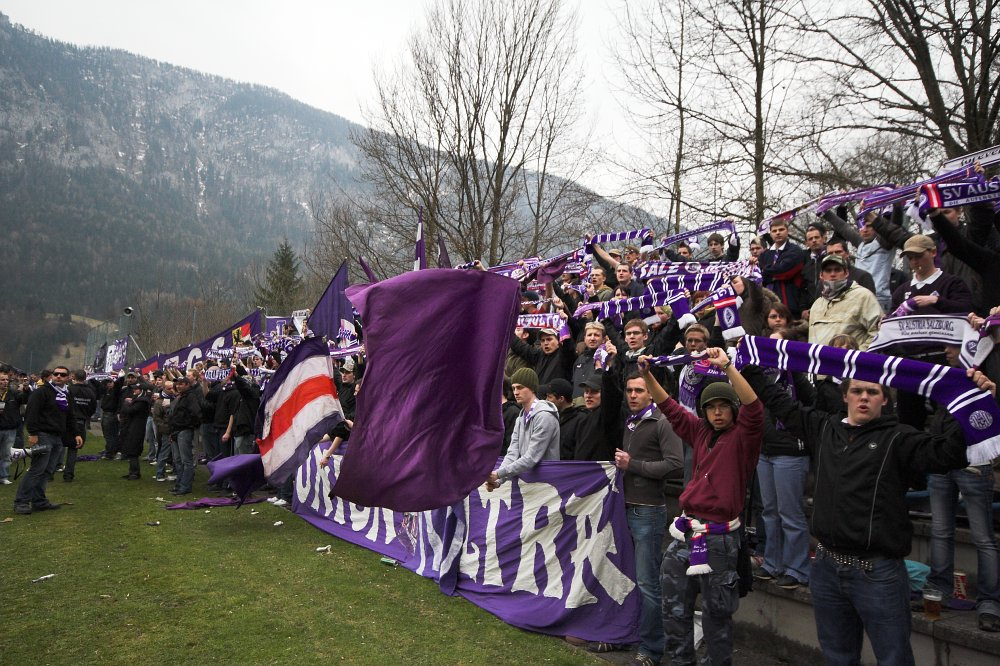
TSV Unken vs. Austria 2007
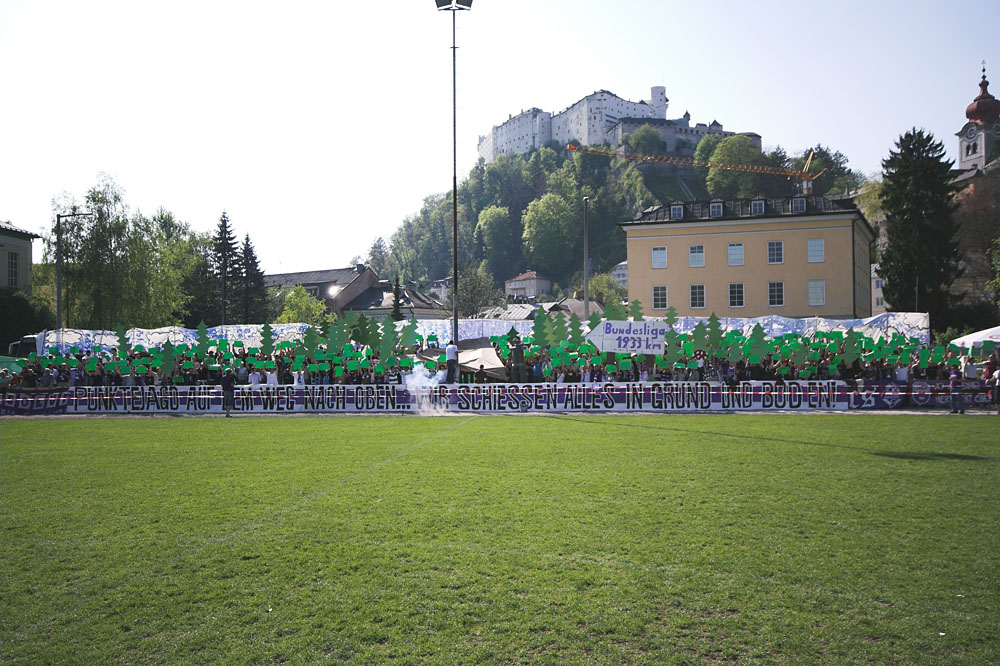
Austria vs. Schleedorf 2007